# Custom Robo (Nintendo 64)
Custom Robo (カスタムロボ Kasutamu Robo?) es un juego de lucha de robots. Fue lanzado para la Nintendo 64 en 1999 solo en Japón, y para la Nintendo iQue en 2006 solo en China. Es el primer título de la saga Custom Robo.

## Sistema de juego
El objetivo principal del juego es finalizar la historia tras coleccionar cada uno de los Custom Robos, las partes para batalla y otras cosas útiles para el jugador, mientras se gana cada batalla que hace al jugador avanzar dentro de la historia. En las batallas Custom Robo, el objetivo es reducir los puntos de energía del oponente de 1000 a 0 al usar distintos Custom Robos, armas, bombas y otros ataques. Las batallas comienzan con el Custom Robo del jugador siendo lanzado por un Robocannon que es controlado por las flechas de dirección del mando. Existen seis maneras en las que un Custom Robo puede aterrizar luego de ser lanzado por un Robocannon. Los Custom Robos se ordenan en grupos que son similares a sus habilidades. Existen dos vistas dentro de una batalla. La vista normal es la vista en la que la cámara permite al jugador ver a ambos Custom Robos. La vista trasera es la vista en la que el jugador puede ver la parte trasera de su Custom Robo. Se pueden cambiar las vistas al presionar el botón Select durante una batalla. La barra de resistencia se encuentra sobre los puntos de energía del jugador. Una vez que está barra se acaba, el Custom Robo del jugador queda "derribado", lo que significa que permanecerá caído por algunos segundos. Luego de que se levanta, el Custom Robo entra al modo "renacimiento", donde permanece invencible por 3 segundos. Si el jugador pierde repetidamente la misma batalla, el juego ofrece la opción de reducir la energía inicial del oponente, haciendo más fácil la batalla. Si el jugador sigue perdiendo, el grado de ventaja ofrecido se disminuye.

## Recepción
- Game Rankings - 85%
- IGN - 8.8/10
- GameSpot - 8.1/10

## Otras apariciones
- Algunos Custom Robos de este juego de la saga (incluyendo a Ray) también aparecen en el quinto juego de la saga, Custom Robo Arena.
- En Super Smash Bros. Brawl, Ray aparece como una de las muchas pegatinas.